# Chicago P.D. (3.ª temporada)
A terceira temporada da série de televisão dramática estadounidense Chicago P.D. foi encomendada em 5 de fevereiro de 2015 pela NBC, estreou em 30 de setembro de 2015 e foi finalizada em 25 de maio de 2016, contando com 23 episódios. A temporada foi produzida pela Universal Television em associação com a Wolf Entertainment, com Dick Wolf, Matt Olmstead e Derek Haas como produtores executivos. A temporada foi ao ar na temporada de transmissão de 2015-16 às noites de quarta-feira às 22h00, horário do leste dos EUA.
A terceira temporada estrela Jason Beghe como Sargento Henry "Hank" Voight, Jon Seda como Detetive Antonio Dawson, Sophia Bush como Detetive Erin Lindsay, Jesse Lee Soffer como Detetive Jay Halstead, Patrick John Flueger como Oficial Adam Ruzek, Marina Squerciati como Oficial Kim Burgess, LaRoyce Hawkins como Oficial Kevin Atwater, Amy Morton como Sargento Trudy Platt, Brian Geraghty como Oficial Sean Roman e Elias Koteas como Detetive Alvin Olinsky.
A temporada terminou com uma audiência média de de 8.71 milhões de telespectadores e ficou classificada em 47.º lugar na audiência total e classificada em 42.º no grupo demográfico de 18 a 49 anos.

## Elenco e personagens

### Principal
- Jason Beghe como Sargento Henry "Hank" Voight
- Jon Seda como Detetive Antonio Dawson
- Sophia Bush como Detetive Erin Lindsay
- Jesse Lee Soffer como Detetive Jay Halstead
- Patrick John Flueger como Oficial Adam Ruzek
- Marina Squerciati como Oficial Kim Burgess
- LaRoyce Hawkins como Oficial Kevin Atwater
- Amy Morton como Sargento Trudy Platt
- Brian Geraghty como Oficial Sean Roman
- Elias Koteas como Detetive Alvin Olinsky

| - Samuel Hunt como Greg "Mouse" Gerwitz - Madison McLaughlin como Michelle Sovana - Charisma Carpenter como Brianna Logan - Markie Post como Barbara "Bunny" Fletcher - Barbara Eve Harris como Comandante Emma Crowley - James McDaniel como Capitão James Whitaker - Kevin J. O'Connor como Comandante Fischer - Josh Segarra como Justin Voight - Chris Agos como Steve Kot | - Philip Winchester como Peter Stone - Nazneen Contractor como Dawn Patel - Joelle Carter como Investigadora Laura Nagel - Ryan-James Hatanaka como Investigador Daren Okada - Lorraine Toussaint como Shambala Green - Carl Weathers como Mark Jefferies - Clancy Brown como Eddie Little - Andrea Susan Bush como Vikky |

### Crossover
- Mariska Hargitay como Tenente Olivia Benson (De Law & Order: Special Victims Unit)
- Ice-T como Detective Fin Tutuola (De Law & Order: Special Victims Unit)
- Nick Gehlfuss como Dr. Will Halstead (De Chicago Med)
- Torrey DeVitto como Dra. Natalie Manning (De Chicago Med)
- Rachel DiPillo como Sarah Reese (De Chicago Med)
- Colin Donnell como Dr. Connor Rhodes (De Chicago Med)
- Brian Tee como Dr. Ethan Choi (De Chicago Med)
- S. Epatha Merkerson como Sharon Goodwin (De Chicago Med)
- Oliver Platt como Dr. Daniel Charles (De Chicago Med)
- Marlyne Barrett como Maggie Lockwood (De Chicago Med)
- Taylor Kinney como Tenente Kelly Severide (De Chicago Fire)
- Monica Raymund como Bombeiro Gabriela Dawson (De Chicago Fire)
- David Eigenberg como Bombeiro Christopher Herrmann (De Chicago Fire)
- Yuri Sardarov como Bombeiro Brian "Otis" Zvonecek (De Chicago Fire)
- Eamonn Walker como Chefe Wallace Boden (De Chicago Fire)
- Joe Minoso como Bombeiro Joe Cruz (De Chicago Fire)
- Christian Stolte como Bombeiro Randy "Mouch" McHolland (De Chicago Fire)
- Steven R. McQueen como Candidato Jimmy Borelli (De Chicago Fire)
- Brian J White como Capitão Dallas Patterson (De Chicago Fire)
- Randy Flagler como Bombeiro Capp (De Chicago Fire)
- Anthony Ferraris como Bombeiro Tony (De Chicago Fire)
- Andy Ahrens como Bombeiro Danny Borelli (De Chicago Fire)

## Episódios
| N.º na série | N.º na temp. | Título                                       | Dirigido por         | Escrito por                                                                               | Exibição original       | Audiência (milhões) |
| --- | ------------ | -------------------------------------------- | -------------------- | ----------------------------------------------------------------------------------------- | ----------------------- | ------------------- |
| 39 | 1            | "Life is Fluid"                              | Arthur W. Forney     | Craig Gore & Tim Walsh                                                                    | 30 de setembro de 2015  | 6.65                |
| A unidade de inteligência rastreia um dos fugitivos mais procurados de Chicago, o que leva Halstead a ser sequestrado. Enquanto isso, Lindsay continua a fazer más escolhas, mas é chamada por Olinsky para ajudar Halstead. Além disso, Olinsky se abre com Platt sobre sua filha secreta, enquanto Roman mostra preocupações sobre o noivado de Burgess com Adam. |              |                                              |                      |                                                                                           |                         |                     |
| 40 | 2            | "Natural Born Storyteller"                   | Mark Tinker          | Mike Weiss                                                                                | 7 de outubro de 2015    | 6.49                |
| Burgess e Roman descobrem uma criança encontrada assassinada em uma casa abandonada durante uma ligação. Enquanto isso, Voight pede a Halstead para ficar de olho em Lindsay enquanto ela continua sua recuperação. Além disso, Burgess questiona Roman sobre uma agulha que ela encontrou na jaqueta de Roman, e Olinsky tenta se aproximar de sua filha recém-descoberta. |              |                                              |                      |                                                                                           |                         |                     |
| 41 | 3            | "Actual Physical Violence"                   | Fred Berner          | Eduardo Javier Canto & Ryan Maldonado                                                     | 14 de outubro de 2015   | 6.58                |
| Um homem cuja filha está desaparecida faz um membro da equipe como refém. Em outros eventos, Voight descobre que Bunny fez novas acusações sobre um caso antigo; e Antonio fica chocado com um segredo que Olinsky vem guardando. |              |                                              |                      |                                                                                           |                         |                     |
| 42 | 4            | "Debts of the Past"                          | Rohn Schmidt         | Michael Brandt & Derek Haas                                                               | 21 de outubro de 2015   | 6.24                |
| A equipe vai atrás de um ex-presidiário que assassinou um policial e tentou matar Voight e sua família. Em outros lugares, Burgess começa a ter dúvidas sobre seu noivado com Adam depois de descobrir que ele esteve noivo mais de duas vezes. Além disso, Olinsky continua a se relacionar com sua nova filha. |              |                                              |                      |                                                                                           |                         |                     |
| 43 | 5            | "Climbing Into Bed"                          | Mark Tinker          | Cole Maliska                                                                              | 28 de outubro de 2015   | 6.14                |
| Ruzek se vê em apuros quando sua operação secreta não autorizada termina com um psicopata desaparecido à solta, a esposa de um dono de restaurante morta e mais perguntas do que respostas. Enquanto em suspensão, Ruzek luta com a culpa depois que seu Informante é encontrado morto. Lindsay volta para seu apartamento. |              |                                              |                      |                                                                                           |                         |                     |
| 44 | 6            | "You Never Know Who's Who"                   | Lin Oeding           | Craig Gore & Tim Walsh                                                                    | 28 de outubro de 2015   | 6.14                |
| Burgess e seu novato encontram um homem morto com supostos vínculos com a CIA dentro de seu SUV à prova de balas e bombas. Na casa do homem, eles encontram um bunker com um grande estoque de armas. Quando o corpo do homem é roubado do necrotério, eles pegam um homem que afirma ser da CIA e trabalhar como parte de um programa doméstico chamado "Street Cleaner". Descobriu-se que o homem, que eles identificaram como Victor Cullen, era de fato da CIA, mas vários anos antes e apenas por um curto período de tempo antes de sofrer um colapso mental. Na verdade, ele foi diagnosticado como delirante e usou uma grande herança para financiar sua equipe pessoal de agentes da pseudo-CIA. O homem capturado os leva aos outros dois "agentes" com Olinsky se passando por um contato da sede da CIA. Na reunião, um dos homens é morto e outro é preso depois que Atwater desativa seu SUV especial usando um limpa-neves da cidade. Enquanto isso, a carreira de Ruzek é salva quando Platt pede um favor em seu nome e Halstead e Lindsay levam seu relacionamento para o próximo nível. |              |                                              |                      |                                                                                           |                         |                     |
| 45 | 7            | "A Dead Kid, a Notebook and a Lot of Maybes" | Charlotte Brändström | Timothy J. Sexton                                                                         | 4 de novembro de 2015   | 6.48                |
| A Unidade investiga a morte de um estudante de escola preparatória que planejava bombardear sua escola. Eles rastreiam seu parceiro e, eventualmente, descobrem que os meninos foram molestados por seu treinador de natação e só planejavam se vingar dele explodindo seu carro. Verifica-se que o estudante morto foi de fato assassinado por um homem contratado pelo treinador de natação para encobrir seus crimes. O caso torna-se pessoal para Halstead e ele cria laços com a jovem vítima. Enquanto isso, a esposa de Olinsky o expulsa por sua recusa em abandonar sua nova filha, levando-o a morar com Ruzek, interrompendo um encontro com Burgess. Além disso, Atwater tenta se dar bem com um lendário capitão da polícia de outro distrito. |              |                                              |                      |                                                                                           |                         |                     |
| 46 | 8            | "Forget My Name"                             | Nick Gomez           | Mike Weiss                                                                                | 11 de novembro de 2015  | 6.79                |
| A Unidade de Inteligência recebe uma dica de uma fonte confiável sobre um grande tráfico de drogas que também leva a uma investigação de assassinato de um funcionário do governo. Enquanto isso, Mouch pede a Burgess o tamanho do anel de Platt para que ele possa surpreendê-la com uma proposta de casamento. |              |                                              |                      |                                                                                           |                         |                     |
| 47 | 9            | "Never Forget I Love You"                    | Terry Miller         | História por : Ryan Maldonado & Eduardo Javier Canto Roteiro por : Craig Gore & Tim Walsh | 18 de novembro de 2015  | 6.47                |
| A equipe investiga o corpo de uma stripper encontrada no Lago Michigan que tem conexões com o círculo social de Voight em Chicago e causa tensão entre ele e Lindsay. Mais tarde foi revelado que a vítima estava grávida e suspeita-se que o assassino era o pai da criança. Enquanto isso, Roman comete um erro que o faz se sentir culpado. |              |                                              |                      |                                                                                           |                         |                     |
| 48 | 10           | "Now I'm God"                                | Holly Dale           | Jamie Pachino                                                                             | 6 de janeiro de 2016    | 8.75                |
| O caso de pacientes sem câncer que sofreram overdose de quimioterapia toma um rumo dramático quando é revelado que o médico responsável tratou a falecida esposa de Voight. Perturbado com isso, Voight faz tudo o que pode para condená-lo. Enquanto isso, Burgess investiga um incidente que suspendeu Roman. Esse episódio conclui um crossover com Chicago Fire e Chicago Med que começa em "The Beating Heart" e continua em "Malignant". |              |                                              |                      |                                                                                           |                         |                     |
| 49 | 11           | "Knocked the Family Right Out"               | Mark Tinker          | Mo Masi                                                                                   | 13 de janeiro de 2016   | 7.99                |
| A equipe investiga uma invasão domiciliar em que os suspeitos colocam um gás na casa e nocauteiam as vítimas. Mais tarde é revelado que a investigação se transforma em um caso de estupro porque uma das vítimas do sexo feminino foi estuprada por um dos suspeitos. Quando eles acreditam ter pego um suspeito, ocorre outra invasão domiciliar e a mulher é estuprada novamente. Lindsay questiona a vítima que leva a uma armadilha e é sequestrada. Enquanto isso, Voight ajuda seu antigo companheiro de cela a recomeçar sua vida depois que ele é libertado da prisão. |              |                                              |                      |                                                                                           |                         |                     |
| 50 | 12           | "Looking Out for Stateville"                 | Fred Berner          | Craig Gore & Tim Walsh                                                                    | 20 de janeiro de 2016   | 6.52                |
| A unidade de Inteligência investiga e tenta quebrar um anel de cocaína com a ajuda do antigo companheiro de cela de Voight, que o torna um informante pessoal para a unidade. Enquanto isso, Burgess começa a ter dúvidas sobre se casar com Adam depois que ele deixa de conhecer sua mãe para o trabalho. Além disso, Platt fica estressada planejando seu próximo casamento. |              |                                              |                      |                                                                                           |                         |                     |
| 51 | 13           | "Hit Me"                                     | Rohn Schmidt         | Mike Weiss & Cole Maliska                                                                 | 3 de fevereiro de 2016  | 7.22                |
| Lindsay e Halstead se disfarçam para prender um grupo de homens que se passam por policiais e agridem mulheres que ganham dinheiro em um cassino. Enquanto isso, Burgess solicita uma transferência após sua separação de Ruzek. |              |                                              |                      |                                                                                           |                         |                     |
| 52 | 14           | "The Song of Gregory Williams Yates"         | Michael Grossman     | Jamie Pachino                                                                             | 10 de fevereiro de 2016 | 8.28                |
| Gregory Yates, o homem que assassinou a amiga de Lindsay, Nadia, escapou de uma prisão do estado de Nova York e fugiu para Chicago para continuar sua matança. Voight faz tudo o que pode para evitar que Lindsay se aproxime demais do caso. Olivia Benson e Fin, da Unidade de Vítimas Especiais de Nova York, ajudam no caso. Esse episódio conclui um crossover com Law & Order: Special Victims Unit que começa em "Nationwide Manhunt". |              |                                              |                      |                                                                                           |                         |                     |
| 53 | 15           | "A Night Owl"                                | Nick Gomez           | Timothy J. Sexton                                                                         | 17 de fevereiro de 2016 | 7.45                |
| Burgess é chamada para a unidade de Inteligência após a apreensão de um professor universitário que tentava contrabandear dez quilos de heroína para o Canadá. Platt ajuda Roman a se tornar um oficial de treinamento de campo, e Mouse arruma Halstead com um trabalho de segurança em uma clínica de maconha medicinal. |              |                                              |                      |                                                                                           |                         |                     |
| 54 | 16           | "The Cases that Need to Be Solved"           | Jean de Segonzac     | Matt Olmstead                                                                             | 24 de fevereiro de 2016 | 6.99                |
| A cidade de Chicago fica abalada quando a unidade de inteligência investiga o assassinato de um menino afro-americano de seis anos. Depois de outro tiroteio em território de gangues, Mouse, Lindsay e Halstead procuram evidências de que os dois tiroteios estão conectados. |              |                                              |                      |                                                                                           |                         |                     |
| 55 | 17           | "Forty-Caliber Bread Crumb"                  | Jann Turner          | Craig Gore & Tim Walsh                                                                    | 2 de março de 2016      | 7.17                |
| O trabalho de segurança de meio período de Halstead é emboscado por homens armados mascarados atirando neles durante uma corrida ao banco. A unidade de inteligência lança uma investigação em grande escala sobre a empresa. |              |                                              |                      |                                                                                           |                         |                     |
| 56 | 18           | "Kasual with a K"                            | David Rodriguez      | Eduardo Javier Canto & Ryan Maldonado                                                     | 23 de março de 2016     | 6.27                |
| A equipe investiga o sequestro de mulheres em um abrigo secreto. Enquanto isso, Burgess e Roman se disfarçam para recuperar itens roubados de um homem em um motel. |              |                                              |                      |                                                                                           |                         |                     |
| 57 | 19           | "If We Were Normal"                          | Mark Tinker          | Mo Masi                                                                                   | 30 de março de 2016     | 6.79                |
| A equipe investiga um agente imobiliário que sequestra mulheres e as estupra. Enquanto isso, Roman substitui Platt como sargento de mesa enquanto ela continua planejando seu casamento. |              |                                              |                      |                                                                                           |                         |                     |
| 58 | 20           | "In a Duffel Bag"                            | Nick Gomez           | Jamie Pachino                                                                             | 4 de maio de 2016       | 6.32                |
| Os membros da Inteligência ficam horrorizados ao descobrir um recém-nascido abandonado no frio e estão determinados a levar os responsáveis à justiça. Enquanto isso, Voight fica surpreso ao descobrir que seu filho está na cidade, Platt retorna após seu casamento e o relacionamento de Burgess e Roman continua a se desenvolver. |              |                                              |                      |                                                                                           |                         |                     |
| 59 | 21           | "Justice"                                    | Jean de Segonzac     | História por : Dick Wolf Roteiro por : Michael Brandt & Derek Haas & Matt Olmstead        | 11 de maio de 2016      | 6.75                |
| Depois que um homem encapuzado abre fogo em seu carro-patrulha, Roman fica ferido e Burgess vai atrás do atirador e atira quando ela o encontra virando em sua direção com um vislumbre de prata na mão. Nenhuma arma foi encontrada na cena do crime e o atirador é identificado como um adolescente afro-americano de 17 anos. O promotor público assistente Peter Stone, que enviou Voight para a prisão, e sua equipe precisam coletar evidências suficientes para indiciar o adolescente e inocentar Burgess, mas devem agir com cautela neste caso de alto nível, pois as tensões aumentam. Este episódio serve como o episódio piloto da série spin-off Chicago Justice. |              |                                              |                      |                                                                                           |                         |                     |
| 60 | 22           | "She's Got Us"                               | Lin Oeding           | Mike Weiss                                                                                | 18 de maio de 2016      | 6.93                |
| Ao responder a uma chamada de tiros disparados em uma residência de família, Lindsay e Halstead descobrem que o único sobrevivente é a filha mais nova que está traumatizada. Enquanto Lindsay e Dr. Charles avaliam a garota e veem se ela pode ajudar a identificar o assassino, Antonio e Olinsky investigam um grupo de esquema de pirâmide de "auto-ajuda" para possíveis suspeitos. Enquanto isso, Platt tenta argumentar com a Comandante Crowley para que Burgess e Roman permaneçam parceiros. |              |                                              |                      |                                                                                           |                         |                     |
| 61 | 23           | "Start Digging"                              | Mark Tinker          | Craig Gore & Tim Walsh                                                                    | 25 de maio de 2016      | 6.88                |
| A unidade de Inteligência investiga o assassinato de uma mãe viúva. Durante a investigação descobre-se que ela esteve em contato com o filho de Voight, Justin. Enquanto isso, após seu acidente, Roman decide deixar a força e se mudar para San Diego. Além disso, Voight é promovido a tenente. |              |                                              |                      |                                                                                           |                         |                     |

## Produção
Um crossover de três partes entre Chicago Fire, Chicago Med e Chicago PD foi ao ar em 5 e 6 de janeiro de 2016. Um crossover com "Law & Order: Special Victims Unit" foi ao ar em 10 de fevereiro de 2016, onde a Inteligência ajuda a SVU a rastrear Greg Yates depois que ele escapa da prisão em Nova York.

## Recepção

### Audiência
| №   | Título                                       | Exibição original       | Rating/share (18–49) | Audiência (em milhões) | DVR (18–49) | Audiência em DVR (milhões) | Total (18–49) | Audiência total (em milhões) |
| --- | -------------------------------------------- | ----------------------- | -------------------- | ---------------------- | ----------- | -------------------------- | ------------- | ---------------------------- |
| 1   | "Life is Fluid"                              | 30 de setembro de 2015  | 1.7/6                | 6.65                   | 1.0         | 3.27                       | 2.7           | 9.93                         |
| 2   | "Natural Born Storyteller"                   | 7 de outubro de 2015    | 1.5/5                | 6.49                   | 1.0         | 3.14                       | 2.5           | 9.62                         |
| 3   | "Actual Physical Violence"                   | 14 de outubro de 2015   | 1.5/5                | 6.58                   | 1.0         | 3.07                       | 2.5           | 9.65                         |
| 4   | "Debts of the Past"                          | 21 de outubro de 2015   | 1.4/4                | 6.24                   | 1.1         | 3.41                       | 2.5           | 9.65                         |
| 5/6 | "Climbing Into Bed You Never Know Who's Who" | 28 de outubro de 2015   | 1.5/5                | 6.14                   | 1.0         | 3.27                       | 2.5           | 9.41                         |
| 7   | "A Dead Kid, a Notebook and a Lot of Maybes" | 4 de novembro de 2015   | 1.4/5                | 6.48                   | 1.2         | 3.61                       | 2.6           | 10.09                        |
| 8   | "Forget My Name"                             | 11 de novembro de 2015  | 1.6/5                | 6.79                   | 1.2         | 3.65                       | 2.8           | 10.44                        |
| 9   | "Never Forget I Love You"                    | 18 de novembro de 2015  | 1.4/5                | 6.47                   | 1.1         | 3.49                       | 2.5           | 9.96                         |
| 10  | "Now I'm God"                                | 6 de janeiro de 2016    | 1.9/6                | 8.75                   | 1.2         | 4.06                       | 3.1           | 12.81                        |
| 11  | "Knocked The Family Right Out"               | 13 de janeiro de 2016   | 2.0/7                | 7.99                   | 1.0         | 3.46                       | 3.0           | 11.48                        |
| 12  | "Looking Out For Stateville"                 | 20 de janeiro de 2016   | 1.5/5                | 6.52                   | 1.0         | 3.47                       | 2.5           | 9.97                         |
| 13  | "Hit Me"                                     | 3 de fevereiro de 2016  | 1.7/6                | 7.22                   | 1.0         | 3.56                       | 2.7           | 10.78                        |
| 14  | "The Song of Gregory Williams Yates"         | 10 de fevereiro de 2016 | 2.0/7                | 8.28                   | 1.4         | 4.45                       | 3.4           | 12.70                        |
| 15  | "A Night Owl"                                | 17 de fevereiro de 2016 | 1.6/6                | 7.45                   | 1.1         | 3.66                       | 2.7           | 11.11                        |
| 16  | "The Cases that Need to be Solved"           | 24 de fevereiro de 2016 | 1.6/6                | 6.99                   | 1.1         | 3.72                       | 2.7           | 10.70                        |
| 17  | "Forty-Caliber Bread Crumb"                  | 2 de março de 2016      | 1.5/5                | 7.17                   | 1.2         | 3.80                       | 2.7           | 10.97                        |
| 18  | "Kasual with a K"                            | 23 de março de 2016     | 1.4/5                | 6.27                   | 1.2         | 3.84                       | 2.6           | 9.97                         |
| 19  | "If We Were Normal"                          | 30 de março de 2016     | 1.5/5                | 6.79                   | 1.1         | 3.75                       | 2.6           | 10.52                        |
| 20  | "In A Duffel Bag"                            | 4 de maio de 2016       | 1.3/4                | 6.32                   | 1.0         | 3.36                       | 2.3           | 9.68                         |
| 21  | "Justice"                                    | 11 de maio de 2016      | 1.4/5                | 6.75                   | 1.0         | 3.30                       | 2.4           | 10.05                        |
| 22  | "She's Got Us"                               | 18 de maio de 2016      | 1.4/5                | 6.93                   | 1.1         | 3.54                       | 2.5           | 10.47                        |
| 23  | "Start Digging"                              | 25 de maio de 2016      | 1.4/5                | 6.88                   | 1.0         | 3.48                       | 2.4           | 10.32                        |

## Lançamento em DVD
| Chicago P.D. – Season Three                                                                 |                                                                                             |                                                                                             | | | |
| Detalhes do DVD                                                                             | Detalhes do DVD                                                                             | Detalhes do DVD                                                                             | Características Especiais | Características Especiais | Características Especiais |
| - 23 episódios - 6 discos - Áudio em Inglês (Dolby Digital 5.1 Surround) - Legendas: Inglês | - 23 episódios - 6 discos - Áudio em Inglês (Dolby Digital 5.1 Surround) - Legendas: Inglês | - 23 episódios - 6 discos - Áudio em Inglês (Dolby Digital 5.1 Surround) - Legendas: Inglês | - Bastidores - Episódio crossover com Chicago Fire - "The Beating Heart" - Parte um do crossover de três partes que se conclui em "Now I'm God". - Episódio crossover com Chicago Med - "Malignant" - Parte dois do crossover de três partes que se conclui em "Now I'm God". - Episódio crossover com Law & Order: SVU - "Nationwide Manhunt" - Parte um do crossover de duas partes que se conclui em "The Song of Gregory Williams Yates". | - Bastidores - Episódio crossover com Chicago Fire - "The Beating Heart" - Parte um do crossover de três partes que se conclui em "Now I'm God". - Episódio crossover com Chicago Med - "Malignant" - Parte dois do crossover de três partes que se conclui em "Now I'm God". - Episódio crossover com Law & Order: SVU - "Nationwide Manhunt" - Parte um do crossover de duas partes que se conclui em "The Song of Gregory Williams Yates". | - Bastidores - Episódio crossover com Chicago Fire - "The Beating Heart" - Parte um do crossover de três partes que se conclui em "Now I'm God". - Episódio crossover com Chicago Med - "Malignant" - Parte dois do crossover de três partes que se conclui em "Now I'm God". - Episódio crossover com Law & Order: SVU - "Nationwide Manhunt" - Parte um do crossover de duas partes que se conclui em "The Song of Gregory Williams Yates". |
| Datas de lançamento                                                                         |                                                                                             |                                                                                             | | | |
| Região 1                                                                                    | Região 1                                                                                    | Região 2                                                                                    | Região 2 | Região 4 | Região 4 |
| 13 de setembro de 2016                                                                      | 13 de setembro de 2016                                                                      | 24 de outubro de 2016                                                                       | 24 de outubro de 2016 | 26 de outubro de 2016 | 26 de outubro de 2016 |